# Ludara
Ludara (vražji vrganj, lat. Rubroboletus satanas, sinonimi: Suillellus satanas, Boletus satanas) otrovna je gljiva. Ističe se kontrastom crvena stručka i bjelkasta klobuka. Jedna je od najvećih gljiva iz porodice Boletaceae (vrganjevke) u Europi.

## Opis
Klobuk je kompaktan i može biti širine od 5 do čak 30 cm. U početku je zatvoren prema stručku, a poslije je nepravilno otvoren. Sivkastobijel, često s okerzelenkastim ili smeđastim daškom. Ispod klobuka se nalaze cjevčice koje su u početku žute, a potom postaju crvene kao krv.
Stručak je visok od 5 do 12 cm, a debeo od 5 do 10 cm, zadebljan pri dnu, ispod klobuka žut, prema dolje sve crveniji. Na njemu je vidljiv više ili manje izražen crvenkast, mrežast crtež. Meso je bjelkastožuto, kad se slomi ili prereže poprima nijanse plave boje. Miris je gljive vrlo neugodan. Otrusina je maslinastosmeđa.

### Sličnosti
Može se zamijeniti drugim vrganjevkama s crvenim rupicama: lažna ludara ''Boletus legaliae'' ima po klobuku crvene i maslinaste primjese, purpurnožuti vrganj ''Boletus rhodoxanthus'' ima klobuk više-manje ružičasto obojen; vučji vrganj ''Boletus lupinus'' nema mrežicu na stručku, a klobuk mu je također s crvenim i ružičastim obojenjima. Od svih navedenih vrsta ludara se razlikuje i svojim vrlo neugodnim mirisom.

## Stanište
Ludara se najviše nalazi na području južne Europe. Raste u bjelogoričnim šumama ispod breze, hrasta i graba. Javlja se ljeti i početkom jeseni. Na sjeveru je Europe rijetka jer voli toplo, sunčano vrijeme.

## Toksičnost
Ludara je otrovna sirova i kuhana, uzrokuje povraćanja koja mogu potrajati i do šest sati. Na sreću, lako se prepoznaje, a vrlo rijetko ima smrtonosan ishod.

## Sinonimi
- Boletus crataegi Smotl. 1952
- Boletus satanas Lenz 1831
- Boletus satanas f. crataegi Smotl. ex Antonín & Janda 2007
- Rubroboletus satanas (Lenz) Kuan Zhao & Zhu L. Yang 2014
- Rubroboletus satanas f. crataegi Smotl. ex Mikšík 2015

* Rubroboletus satanas f. satanas (Lenz) Kuan Zhao & Zhu L. Yang 2014
- Suillellus satanas (Lenz) Blanco-Dios 2015
- Suillellus satanas f. crataegi Smotl. ex Blanco-Dios 2015
- Suillellus satanas var. satanas (Lenz) Blanco-Dios 2015
- Suillellus satanas f. satanas (Lenz) Blanco-Dios 2015
- Suillus satanas (Lenz) Kuntze 1898
- Tubiporus satanas (Lenz) Maire 1937

## Narodni nazivi
Ludara, bljutavka, luda gljiva, svinjača, vražji vrganj, vražja gljiva, sotona.

## Vanjske poveznice

### Sestrinski projekti
|  | Zajednički poslužitelj ima stranicu o temi ludara |
|  | Wikivrste imaju podatke o taksonu ludari          |